# Gran Premio de Japón de Motociclismo de 2015
El Gran Premio de Japón de Motociclismo de 2015 (oficialmente Motul Grand Prix of Japan) fue la decimoquinta prueba del Campeonato del Mundo de Motociclismo de 2015. Tuvo lugar en el fin de semana del 9 al 11 de octubre de 2015 en el circuito Twin Ring situado en la localidad de Motegi, prefectura de Tochigi, Japón.
La carrera de MotoGP fue ganada por Dani Pedrosa, seguido de Valentino Rossi y Jorge Lorenzo. Johann Zarco fue el ganador de la prueba de Moto2, por delante de Jonas Folger y Sandro Cortese. La carrera de Moto3 fue ganada por Niccolò Antonelli, Miguel Oliveira fue segundo y Jorge Navarro tercero.

## Resultados

### Resultados MotoGP
| Pos.    | N.º | Piloto             | Constructor    | Vueltas | Tiempo       | Parrilla | Puntos |
| ------- | --- | ------------------ | -------------- | ------- | ------------ | -------- | ------ |
| 1       | 26  | Dani Pedrosa       | Honda          | 24      | 46:50.767    | 6        | 25     |
| 2       | 46  | Valentino Rossi    | Yamaha         | 24      | +8.573       | 2        | 20     |
| 3       | 99  | Jorge Lorenzo      | Yamaha         | 24      | +12.127      | 1        | 16     |
| 4       | 93  | Marc Márquez       | Honda          | 24      | +27.841      | 3        | 13     |
| 5       | 4   | Andrea Dovizioso   | Ducati         | 24      | +35.085      | 4        | 11     |
| 6       | 35  | Cal Crutchlow      | Honda          | 24      | +37.263      | 8        | 10     |
| 7       | 38  | Bradley Smith      | Yamaha         | 24      | +37.667      | 9        | 9      |
| 8       | 21  | Katsuyuki Nakasuga | Yamaha         | 24      | +44.654      | 15       | 8      |
| 9       | 8   | Héctor Barberá     | Ducati         | 24      | +48.572      | 18       | 7      |
| 10      | 45  | Scott Redding      | Honda          | 24      | +50.121      | 12       | 6      |
| 11      | 41  | Aleix Espargaró    | Suzuki         | 24      | +1:00.535    | 7        | 5      |
| 12      | 72  | Takumi Takahashi   | Honda          | 24      | +1:01.211    | 19       | 4      |
| 13      | 69  | Nicky Hayden       | Honda          | 24      | +1:11.261    | 21       | 3      |
| 14      | 68  | Yonny Hernández    | Ducati         | 24      | +1:13.896    | 14       | 2      |
| 15      | 63  | Mike Di Meglio     | Ducati         | 24      | +1:15.421    | 24       | 1      |
| 16      | 19  | Álvaro Bautista    | Aprilia        | 24      | +1:20.507    | 16       |        |
| 17      | 50  | Eugene Laverty     | Honda          | 24      | +1:31.224    | 20       |        |
| 18      | 6   | Stefan Bradl       | Aprilia        | 24      | +1:46.833    | 13       |        |
| 19      | 64  | Kousuke Akiyoshi   | Honda          | 24      | +2:00.072    | 26       |        |
| 20      | 24  | Toni Elías         | Yamaha Forward | 23      | +1 vuelta    | 25       |        |
| Ret     | 44  | Pol Espargaró      | Yamaha         | 22      | Caída        | 11       |        |
| Ret     | 43  | Jack Miller        | Honda          | 16      | Caída        | 22       |        |
| Ret     | 25  | Maverick Viñales   | Suzuki         | 13      | Caída        | 10       |        |
| Ret     | 76  | Loris Baz          | Yamaha Forward | 13      | Retirado     | 23       |        |
| Ret     | 29  | Andrea Iannone     | Ducati         | 10      | Motor        | 5        |        |
| Ret     | 9   | Danilo Petrucci    | Ducati         | 8       | Caída        | 17       |        |
| DNS     | 15  | Alex de Angelis    | ART            |         | No participó |          |        |
| Fuente: |     |                    |                |         |              |          |        |

### Resultados Moto2
La lluvia retraso la programación y la carrera fue reprogramada, la distancia de carrera fue reducida de 23 a 15 vueltas.
| Pos.    | N.º | Piloto              | Constructor | Vueltas | Tiempo              | Parrilla | Puntos |
| ------- | --- | ------------------- | ----------- | ------- | ------------------- | -------- | ------ |
| 1       | 5   | Johann Zarco        | Kalex       | 15      | 31:17.900           | 1        | 25     |
| 2       | 94  | Jonas Folger        | Kalex       | 15      | +4.505              | 3        | 20     |
| 3       | 11  | Sandro Cortese      | Kalex       | 15      | +15.433             | 9        | 16     |
| 4       | 25  | Azlan Shah          | Kalex       | 15      | +17.348             | 12       | 13     |
| 5       | 55  | Hafizh Syahrin      | Kalex       | 15      | +22.858             | 6        | 11     |
| 6       | 88  | Ricard Cardús       | Suter       | 15      | +24.970             | 17       | 10     |
| 7       | 3   | Simone Corsi        | Kalex       | 15      | +25.759             | 16       | 9      |
| 8       | 22  | Sam Lowes           | Speed Up    | 15      | +27.024             | 4        | 8      |
| 9       | 23  | Marcel Schrötter    | Tech 3      | 15      | +27.485             | 21       | 7      |
| 10      | 4   | Randy Krummenacher  | Kalex       | 15      | +28.062             | 18       | 6      |
| 11      | 40  | Álex Rins           | Kalex       | 15      | +30.768             | 5        | 5      |
| 12      | 7   | Lorenzo Baldassarri | Kalex       | 15      | +32.685             | 10       | 4      |
| 13      | 71  | Tomoyoshi Koyama    | NTS         | 15      | +33.995             | 29       | 3      |
| 14      | 72  | Yuki Takahashi      | Moriwaki    | 15      | +36.582             | 25       | 2      |
| 15      | 36  | Mika Kallio         | Speed Up    | 15      | +43.672             | 20       | 1      |
| 16      | 60  | Julián Simón        | Speed Up    | 15      | +48.256             | 14       |        |
| 17      | 2   | Jesko Raffin        | Kalex       | 15      | +49.421             | 28       |        |
| 18      | 73  | Álex Márquez        | Kalex       | 15      | +51.712             | 15       |        |
| 19      | 57  | Edgar Pons          | Kalex       | 15      | +1:20.982           | 24       |        |
| 20      | 96  | Louis Rossi         | Tech 3      | 15      | +1:31.219           | 26       |        |
| 21      | 66  | Florian Alt         | Suter       | 15      | +1:36.116           | 30       |        |
| 22      | 30  | Takaaki Nakagami    | Kalex       | 15      | +1:41.127           | 7        |        |
| 23      | 70  | Robin Mulhauser     | Kalex       | 13      | +2 vueltas          | 22       |        |
| Ret     | 39  | Luis Salom          | Kalex       | 9       | Caída               | 13       |        |
| Ret     | 10  | Thitipong Warokorn  | Kalex       | 8       | Caída               | 19       |        |
| Ret     | 12  | Thomas Lüthi        | Kalex       | 7       | Caída               | 2        |        |
| Ret     | 19  | Xavier Siméon       | Kalex       | 5       | Neumático delantero | 11       |        |
| Ret     | 97  | Xavi Vierge         | Tech 3      | 4       | Caída               | 27       |        |
| Ret     | 49  | Axel Pons           | Kalex       | 4       | Retirado            | 8        |        |
| Ret     | 16  | Joshua Hook         | Kalex       | 3       | Caída               | 23       |        |
| DNS     | 1   | Esteve Rabat        | Kalex       |         | No participó        |          |        |
| Fuente: |     |                     |             |         |                     |          |        |

### Resultados Moto3
La lluvia retraso la programación y la carrera fue reprogramada, la distancia de carrera fue reducida de 20 a 13 vueltas.
| Pos.    | N.º | Piloto                 | Constructor | Vueltas | Tiempo       | Parrilla | Puntos |
| ------- | --- | ---------------------- | ----------- | ------- | ------------ | -------- | ------ |
| 1       | 23  | Niccolò Antonelli      | Honda       | 13      | 28:03.391    | 2        | 25     |
| 2       | 44  | Miguel Oliveira        | KTM         | 13      | +1.053       | 5        | 20     |
| 3       | 9   | Jorge Navarro          | Honda       | 13      | +8.529       | 6        | 16     |
| 4       | 32  | Isaac Viñales          | KTM         | 13      | +11.074      | 7        | 13     |
| 5       | 63  | Zulfahmi Khairuddin    | KTM         | 13      | +13.043      | 15       | 11     |
| 6       | 52  | Danny Kent             | Honda       | 13      | +15.224      | 4        | 10     |
| 7       | 33  | Enea Bastianini        | Honda       | 13      | +15.873      | 3        | 9      |
| 8       | 98  | Karel Hanika           | KTM         | 13      | +17.563      | 19       | 8      |
| 9       | 17  | John McPhee            | Honda       | 13      | +18.153      | 24       | 7      |
| 10      | 7   | Efrén Vázquez          | Honda       | 13      | +18.556      | 27       | 6      |
| 11      | 88  | Jorge Martín           | Mahindra    | 13      | +19.896      | 23       | 5      |
| 12      | 84  | Jakub Kornfeil         | KTM         | 13      | +20.892      | 11       | 4      |
| 13      | 24  | Tatsuki Suzuki         | Mahindra    | 13      | +25.145      | 20       | 3      |
| 14      | 55  | Andrea Locatelli       | Honda       | 13      | +28.455      | 34       | 2      |
| 15      | 21  | Francesco Bagnaia      | Mahindra    | 13      | +28.849      | 10       | 1      |
| 16      | 91  | Gabriel Rodrigo        | KTM         | 13      | +29.988      | 25       |        |
| 17      | 41  | Brad Binder            | KTM         | 13      | +30.719      | 9        |        |
| 18      | 29  | Stefano Manzi          | Mahindra    | 13      | +31.949      | 21       |        |
| 19      | 95  | Jules Danilo           | Honda       | 13      | +32.146      | 28       |        |
| 20      | 16  | Andrea Migno           | KTM         | 13      | +35.048      | 17       |        |
| 21      | 58  | Juan Francisco Guevara | Mahindra    | 13      | +47.242      | 14       |        |
| 22      | 96  | Manuel Pagliani        | Mahindra    | 13      | +48.796      | 18       |        |
| 23      | 65  | Philipp Öttl           | KTM         | 13      | +49.372      | 13       |        |
| 24      | 48  | Lorenzo Dalla Porta    | Husqvarna   | 13      | +56.860      | 16       |        |
| 25      | 27  | Keisuke Kurihara       | Honda       | 13      | +59.731      | 35       |        |
| 26      | 6   | María Herrera          | Husqvarna   | 13      | +1:07.035    | 26       |        |
| 27      | 40  | Darryn Binder          | Mahindra    | 13      | +1:19.621    | 30       |        |
| 28      | 5   | Romano Fenati          | KTM         | 13      | +1:29.664    | 1        |        |
| 29      | 22  | Ana Carrasco           | KTM         | 13      | +1:52.305    | 33       |        |
| Ret     | 2   | Remy Gardner           | Mahindra    | 10      | Caída        | 29       |        |
| Ret     | 11  | Livio Loi              | Honda       | 4       | Caída        | 8        |        |
| Ret     | 76  | Hiroki Ono             | Honda       | 2       | Caída        | 12       |        |
| Ret     | 34  | Ryo Mizuno             | Honda       | 1       | Caída        | 32       |        |
| Ret     | 10  | Alexis Masbou          | Honda       | 1       | Caída        | 22       |        |
| Ret     | 19  | Alessandro Tonucci     | Mahindra    | 1       | Retirado     | 31       |        |
| DNS     | 20  | Fabio Quartararo       | Honda       |         | No participó |          |        |
| Fuente: |     |                        |             |         |              |          |        |